# ایستگاه راه‌آهن ناروا
ایستگاه راه‌آهن ناروا (استونیایی: Narva raudteejaam) یک ایستگاه راه‌آهن در شهر ناروا، استونی است.
این ایستگاه که در سال ۱۸۷۰ ساخته شده اولین ساختمان آن در جنگ استقلال استونی ۱۹۱۹ نابود شد، دومین ساختمان این ایستگاه نیز در سال ۱۹۲۲ در دوران جنگ جهانی دوم تخریب شد و پس از پایان جنگ ساختمان فعلی با معماری نوکلاسیسیسم ساخته شد.